# Schizophyxia bartolo
Pour les articles homonymes, voir Bartolo.
Espèce
Synonymes
- Schizomus bartolo Rowland, 1973
- Stenochrus bartolo (Rowland, 1973)

Schizophyxia bartolo est une espèce de schizomides de la famille des Hubbardiidae.

## Distribution
Cette espèce est endémique du Nuevo León au Mexique,. Elle se rencontre dans la grotte Gruta de San Bartolo à Santa Catarina.

## Description
Le mâle holotype mesure 3,7 mm et la femelle paratype 4,2 mm.

## Étymologie
Son nom d'espèce lui a été donné en référence au lieu de sa découverte, la grotte Gruta de San Bartolo.

## Publication originale
- Rowland, 1973 : A new genus and several new species of Mexican schizomids (Schizomida:Arachnida). Occasional Papers Museum Texas Tech University, no 11, p. 1-23 (texte intégral).